# Snor (haargroei)

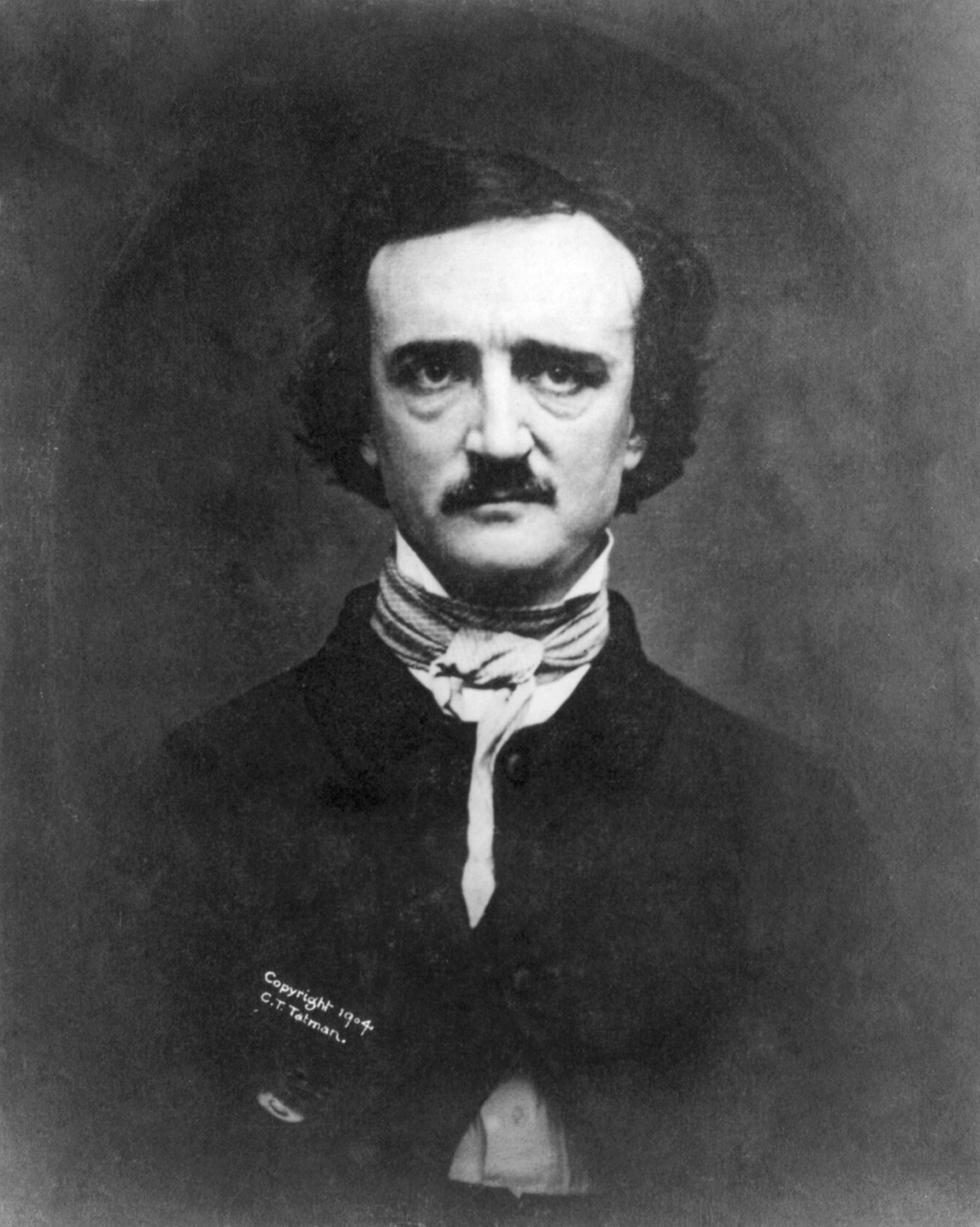
Edgar Allan Poe had een simpele snor

Een snor of knevel is haargroei tussen neus en bovenlip.

## Definitie

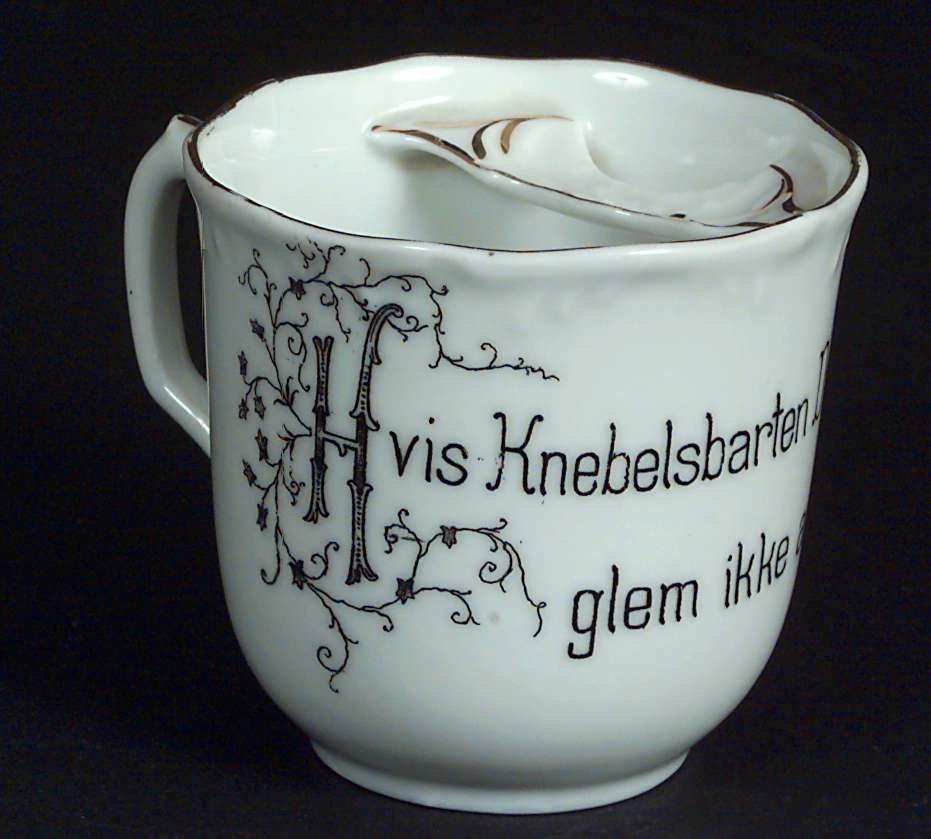
Snorkopje

De meeste mannen met normale of sterke baardgroei kiezen ervoor hun snor dagelijks of om de twee dagen te verzorgen, door het haar van de kin en wangen af te scheren, om te voorkomen dat het een volle baard wordt. Deze keuze heeft geleid tot de uitvinding van uiteenlopende accessoires voor de zorg voor de snor van een heer, waaronder snorwas, snornetjes, snorkammen en -scharen. Het snorkopje (moustache cup) beschermt de snor tegen vocht tijdens het drinken met een gedeeltelijk deksel.

## Culturele geschiedenis
Historisch worden snorren gedragen door militairen (zie Keizerlijke Garde), en het aantal landen, regimenten en rangen is slechts vergelijkbaar met het aantal verschillende snorstijlen en -variaties. Over het algemeen droegen de jongere mannen en lagere rangen kleine snorren. Naarmate een man in de rangen opklom werd zijn snor dikker, voller, bossiger en uitgebreider, totdat hem uiteindelijk werd toegestaan een steeds vollere baard te dragen. Een blik op dit verleden wordt ons gegund dankzij de werken van militaire kunstenaars.
In de westerse cultuur verwijderen vrouwen meestal hun gezichtsbeharing, hoewel velen wel een dunne snor - of de mogelijkheid tot het kweken daarvan - bezitten. De kunstenares Frida Kahlo beeldt zichzelf vaak af met een snor en een unibrauw (unibrow).
Een Engelse snor werd vroeger gebruikt in melodramas, films en strips om een slechterik voor te stellen. Snidely Whiplash werd bijvoorbeeld gekarakteriseerd door zijn snor, cape en gewoonte om vrouwen te ontvoeren en aan treinsporen vast te binden, om zo hun erfenis in de wacht te kunnen slepen. Tijdens de jaren 20 droegen veel rijke mannen een krulsnor, compleet met bolhoed en monocle. In het Britse leger was het dragen van snorren verplicht tot 8 oktober 1916.

## Stijlen
1. Borstelsnor - Dikke snor die aan het uiteinde van een borstel doet denken. Bekende dragers zijn Friedrich Nietzsche en Jozef Stalin.
2. Dali - Smalle lange punten opwaarts gebogen. Gebied voorbij de mondhoeken wordt afgeschoren. Kunstmatige stijlhulpen (Artificial styling aids) zoals was, gel, mousse of haarlak zijn toegestaan. Bekende dragers zijn Salvador Dali en Claude Maxwell MacDonald.
3. Engelse snor - Smalle midden boven de bovenlip ontspruitende, lange naar de zijkant getrokken snorharen, met de punten licht omhooggekruld. Gebieden voorbij de mondhoeken zijn geschoren. Een bekende drager is Hercule Poirot
4. Fietsstuursnor - Borstelige snor, met kleine, lange naar boven wijzende puntjes. Een bekende drager is Pancho Villa
5. Fu Manchu-snor - Lange, maar dunne puntige hangsnor, die tot onder de kin uitkomt. Een bekende drager is Fu Manchu
6. Hoefijzersnor - Snor die op een omgekeerd hoefijzer lijkt. De verticale uiteinden krullen voorbij de mondhoeken naar de kaken. Bekende dragers zijn Hulk Hogan en John Lennon (op de hoes van Sgt. Pepper's Lonely Hearts Club Band)
7. Kaiser-snor - Snor met extravagant omhoog gekrulde punten. De ijdele en snoeverige Duitse keizer Wilhelm II droeg deze en zijn snor was dan ook een dankbaar object voor karikaturale afbeeldingen van hem.
8. Moustachio of hangsnor - Lange snor met punten die tot onder de kin hangen. Lijkt op de "Fu Manchu", maar is veel dikker. Bekende dragers zijn Emiliano Zapata, Ambiorix, Vercingetorix en Asterix
9. Potloodsnorretje - Smal, zorgvuldig getrimd snorretje op de bovenlip dat veel ongeschoren plek overhoudt tussen neus en snor. Bekende dragers zijn bijvoorbeeld John Waters, Errol Flynn en Clark Gable.
10. Tandenborstelsnorretje of hitlersnorretje - Dikke snor die op een vierkant blokje lijkt. Bekende dragers zijn Charlie Chaplin, Oliver Hardy, Robert Mugabe en Adolf Hitler.
11. Walrussnor - Dikke, borstelige hangsnor met lange uiteinden die aan een walrus doet denken. Bekende dragers zijn Luk D'Heu, Otto von Bismarck, Paul Teutul sr., Professor Gobelijn en Yosemite Sam

- &nbsp;

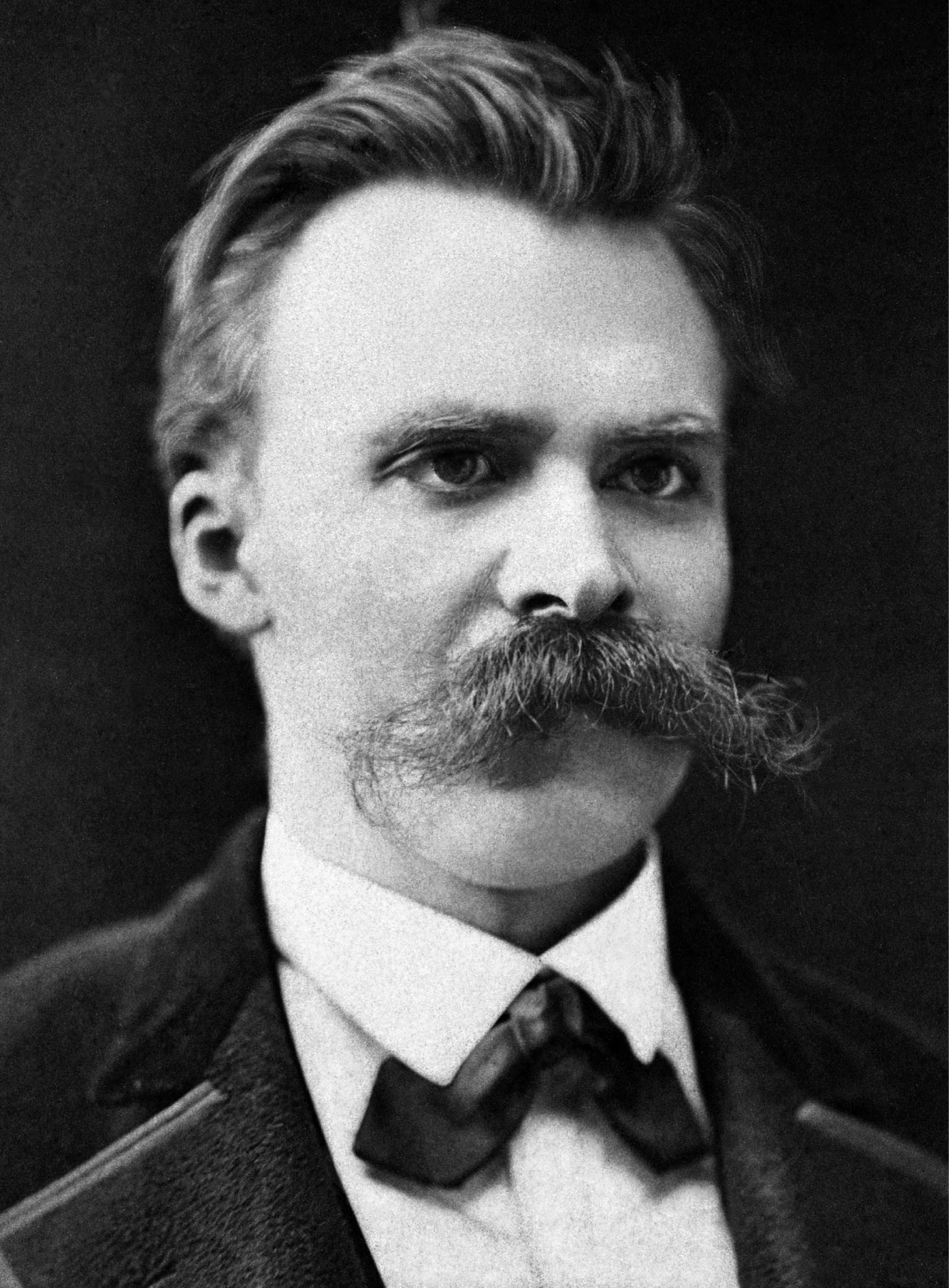
1. Friedrich Nietzsche met borstelsnor
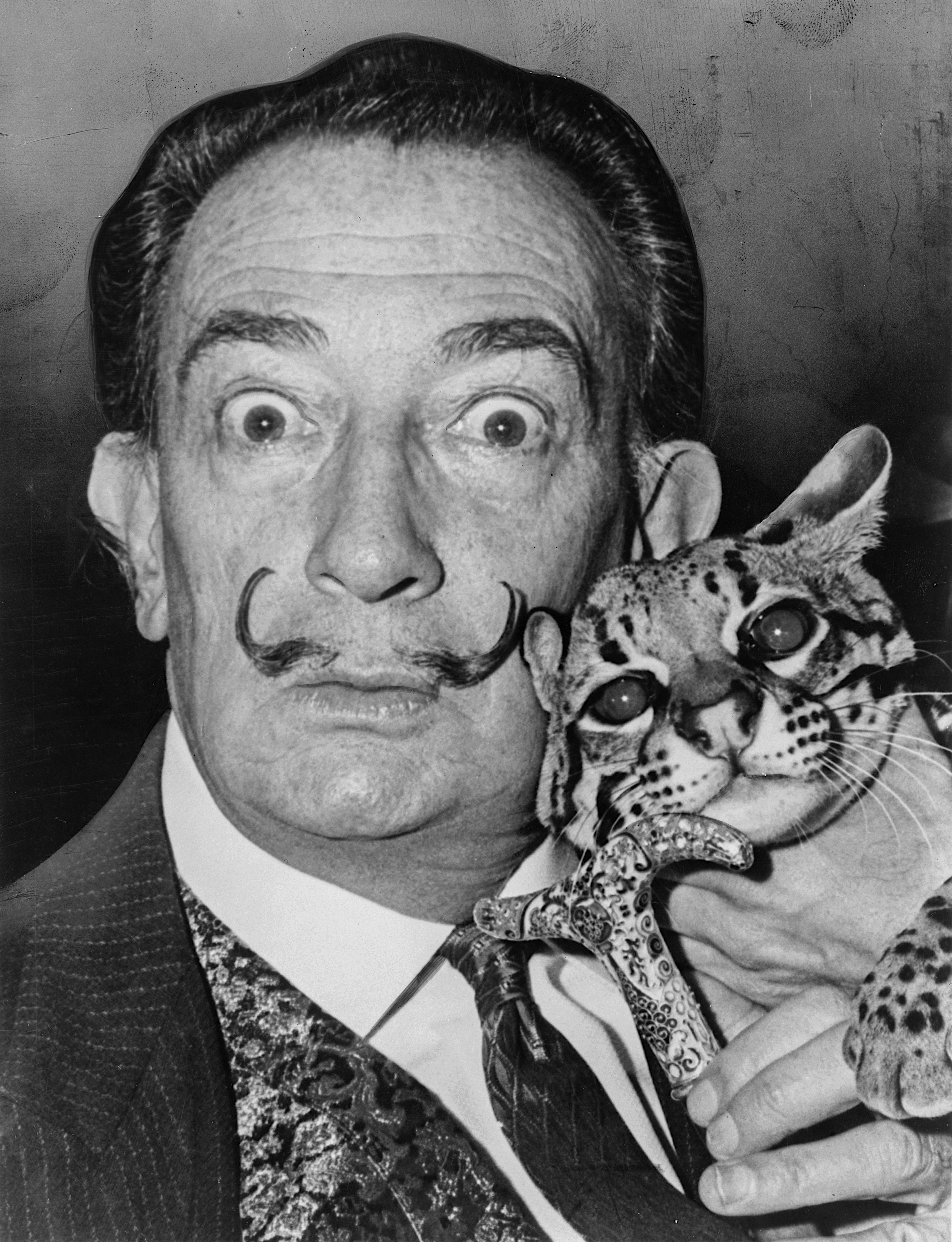
2. Salvador Dalí
3. Engelse snor
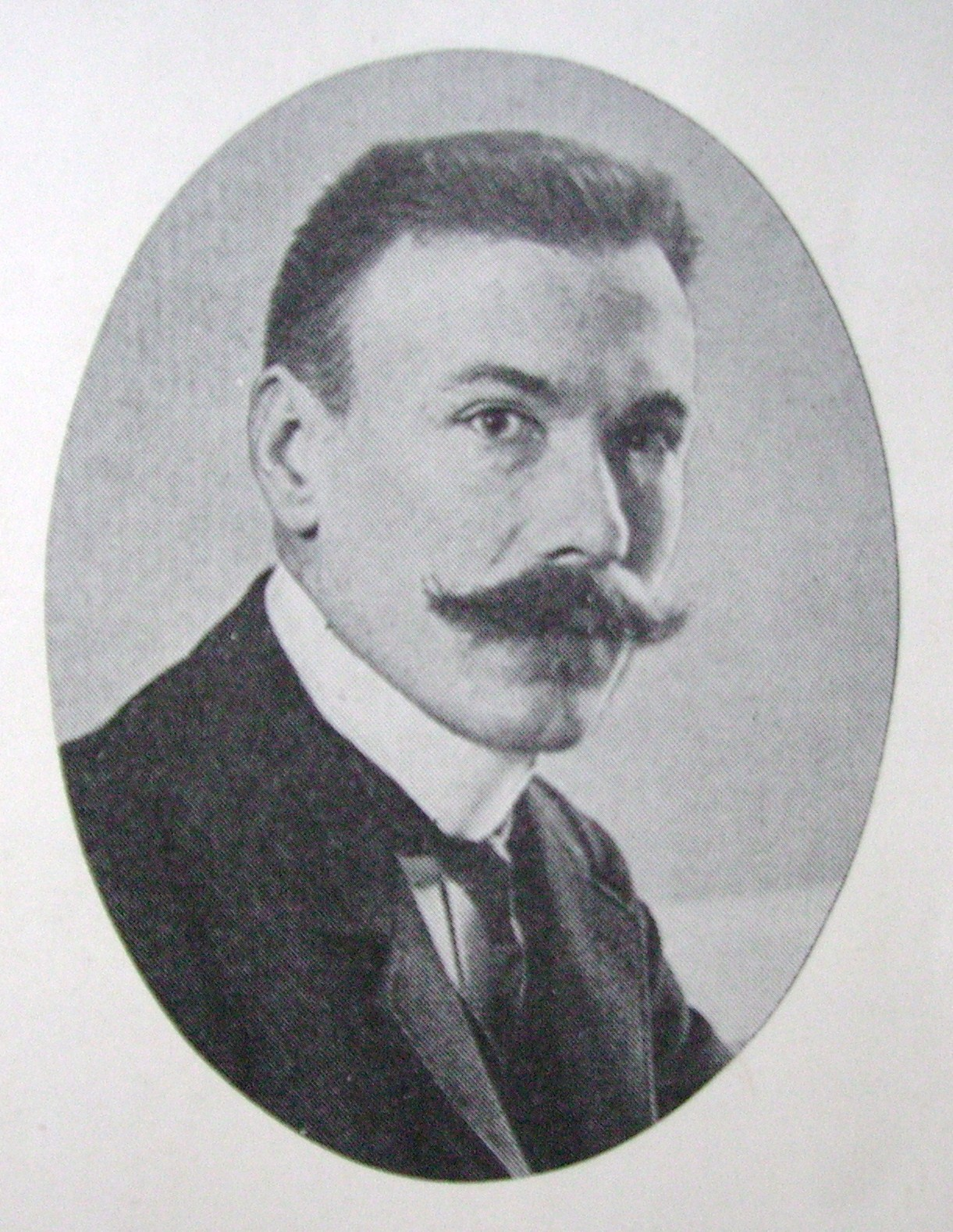
4. Zweeds politicus Karl Eriksson met fietsstuursnor
5. Fu Manchu-snor
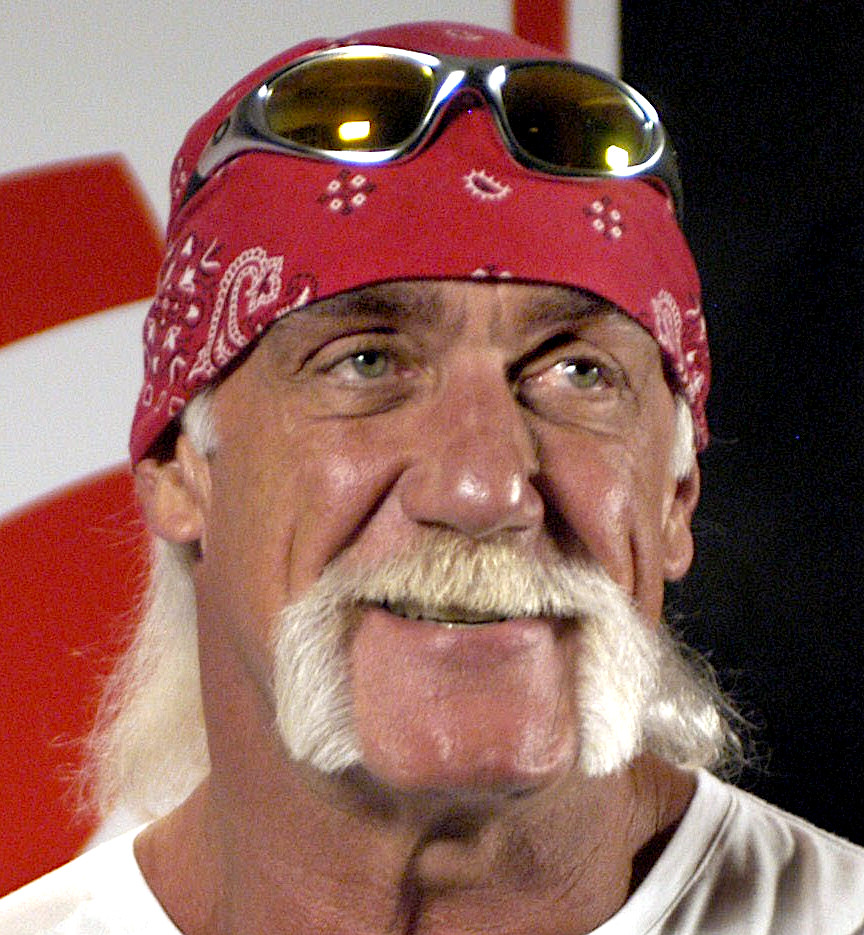
6. Hulk Hogan met hoefijzersnor
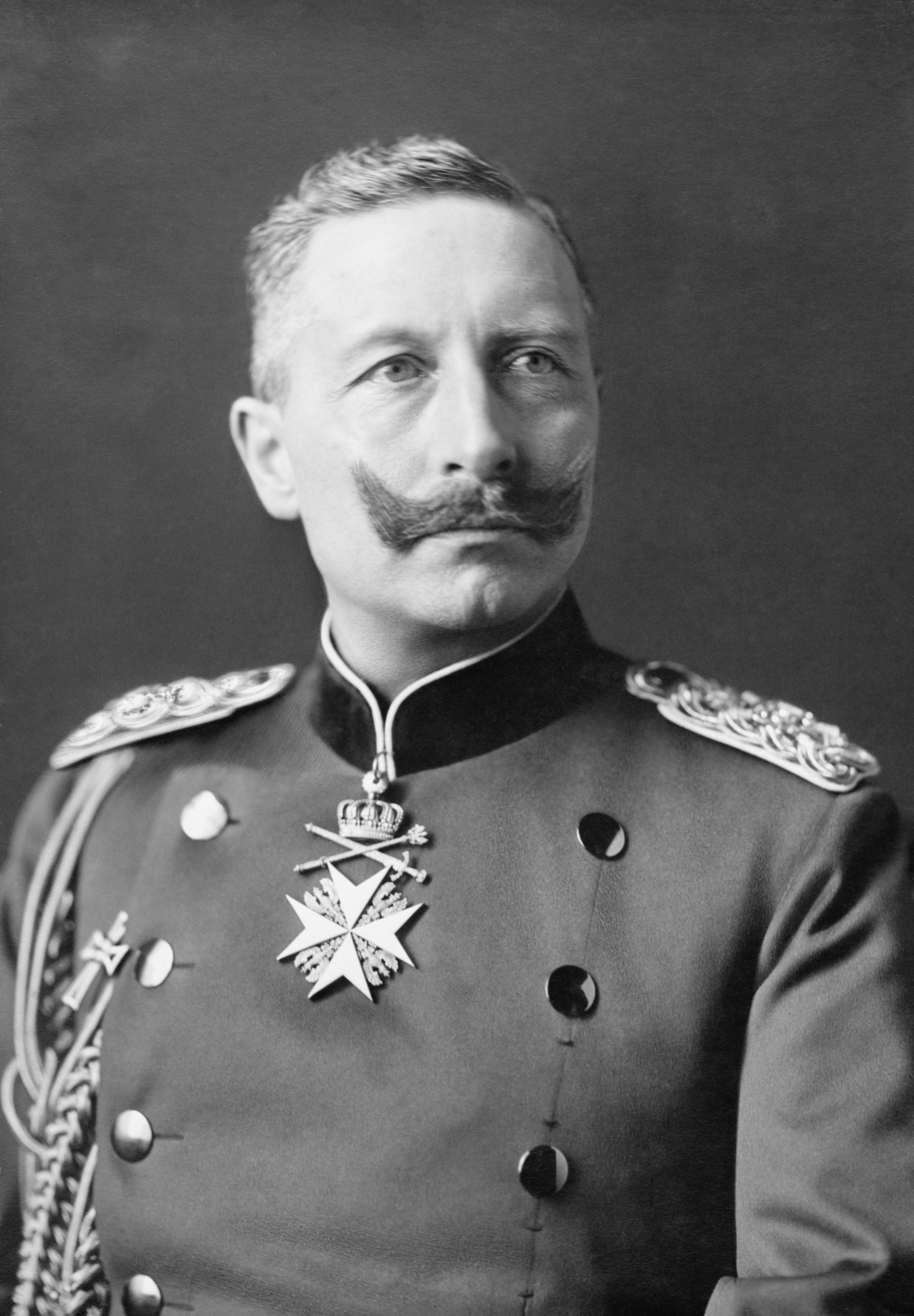
7. Keizer Wilhelm II met 'Kaiser'-snor
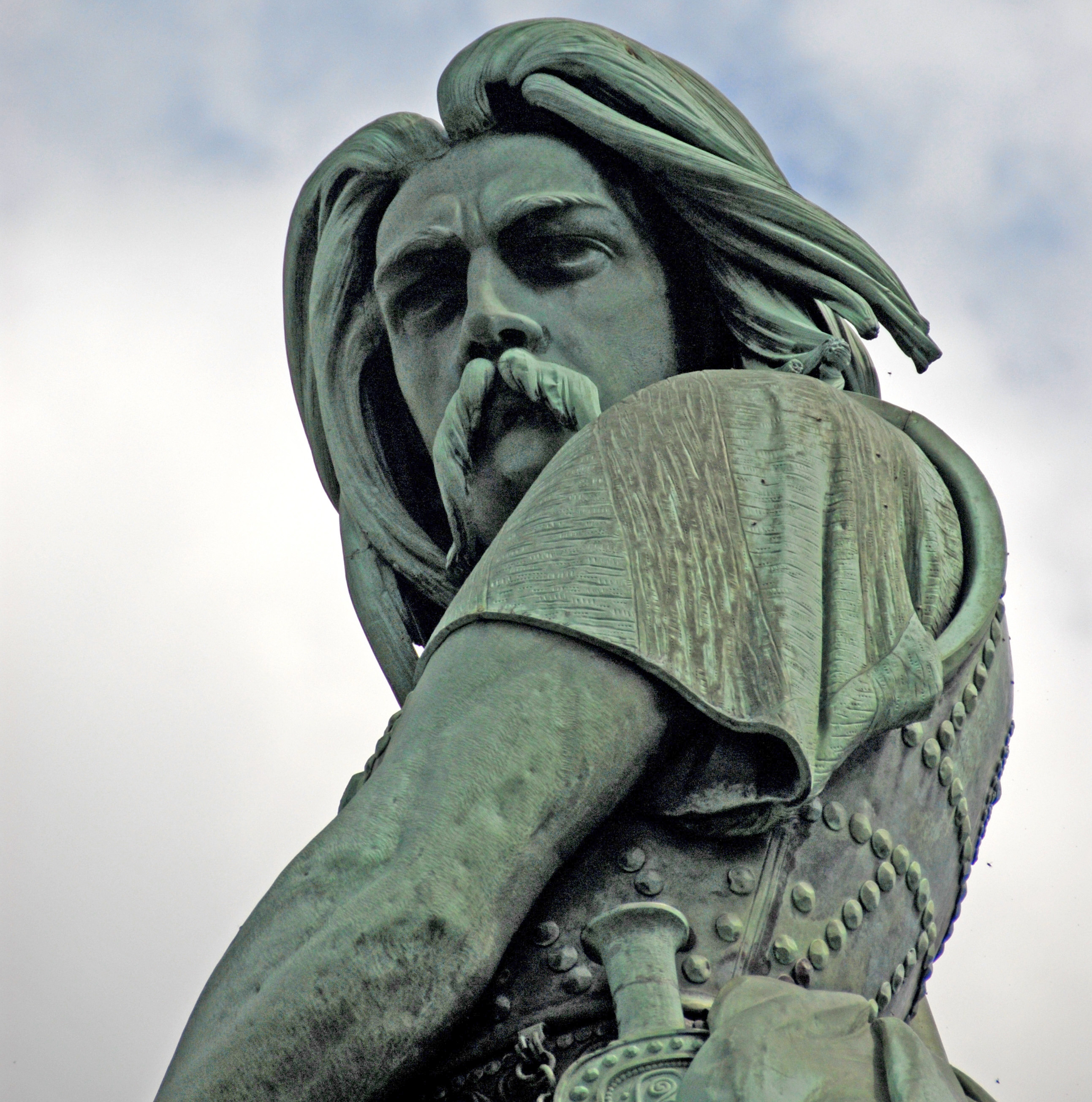
8. Vercingetorix met hangsnor
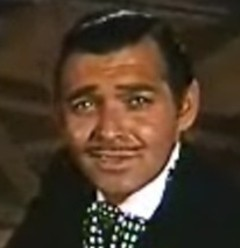
9. Clark Gable met potloodsnorretje
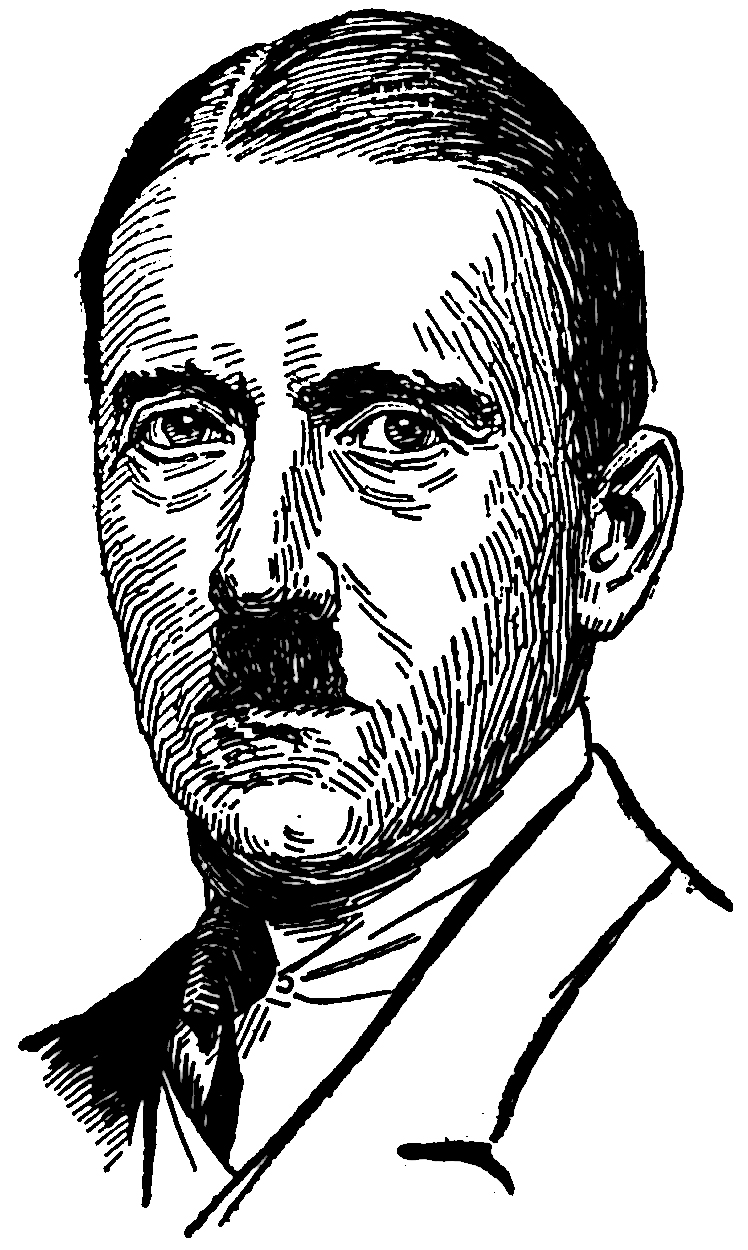
10. Adolf Hitler
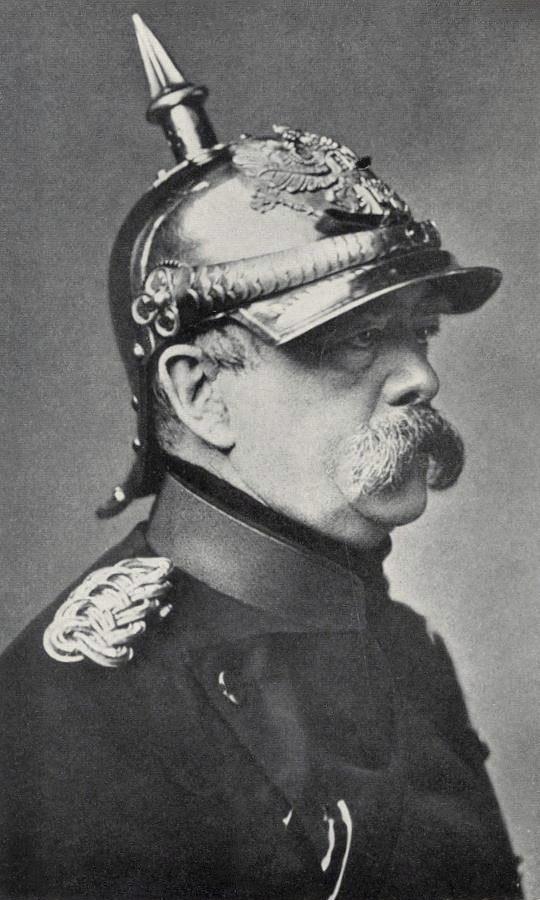
11. Otto von Bismarck, de IJzeren Kanselier, met zijn walrussnor en een Pickelhaube op het hoofd
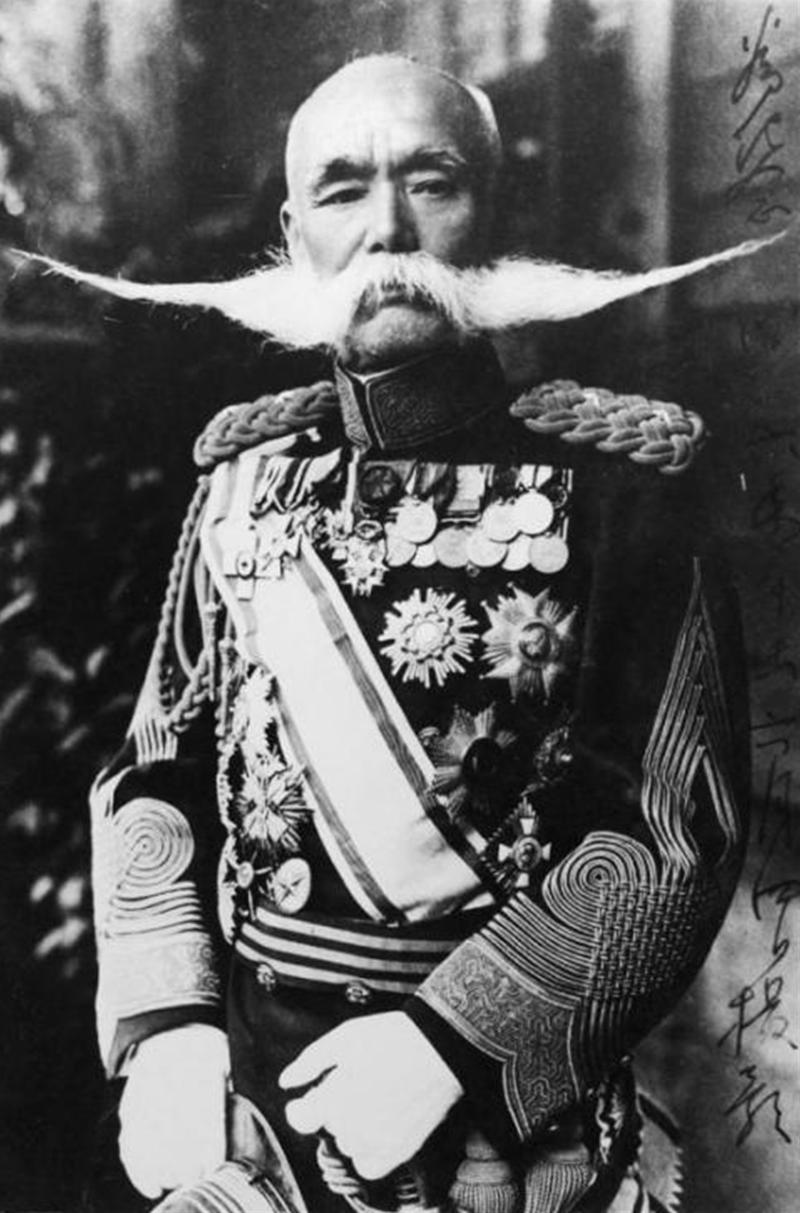
Graaf Gaishi Nagaoka, een belangrijke opperbevelhebber in de Russisch-Japanse Oorlog, met een extreme versie van een fietsstuursnor

## Snorren in populaire cultuur
In Noord-Amerika bestaan wedstrijden waarbij mannen om ter snelst en mooist hun snor laten groeien, als symbool van viriliteit. Een bekend voorbeeld is de North Bay Moustache League.
In Antwerpen bestaat sinds 1978 de Snorrenclub Antwerpen, een vereniging waarbij alle leden een snor dragen. Sinds 1979 verkiezen ze ook elk jaar een Snor van het Jaar.
Ter gelegenheid van de viering van 700-jaar stadsrechten van Alkmaar in 1954, lieten veel mannelijke bewoners van die stad hun snor staan. Alkmaar was tijdelijk 'Snorrendam'.

## Beroemde snordragers
De volgende mannen hebben of hadden allen een opmerkelijke snor die deel is geworden van hun persoonlijkheid. Bij Hitler bijvoorbeeld is de snor op zich al herkenbaar genoeg om de man te herkennen. In sommige gevallen, zoals bij Charlie Chaplin en Groucho Marx, was hun snor niet eens echt tijdens een groot deel van hun leven.
- Kader Abdolah, Perzisch-Nederlands schrijver.
- Oluwafemi Ajilore, Nigeriaans voetballer.
- Ambiorix, stamhoofd der Eburonen.
- Mustafa Kemal Atatürk, Turks president.
- Clement Attlee, Brits premier.
- Lord Baden-Powell, stichter van de scoutsbeweging.
- Abe van den Ban, Nederlands voetballer.
- Frank Beard (ZZ Top), Amerikaans drummer.
- Chuck Berry, Amerikaans rockzanger en gitarist.
- Larry Blackmon (Cameo), Amerikaans zanger, drummer en producer.
- Rubén Blades, Panamees zanger, acteur en advocaat.
- Ruben Block (Triggerfinger), Belgisch zanger en gitarist.
- John Bonham, Brits drummer.
- Hans Boskamp, Nederlands acteur.
- Ted de Braak, Nederlands televisiepresentator.
- Georges Brassens, Frans zanger en gitarist.
- Charles Bronson, Amerikaans acteur.
- Dolf Brouwers, Nederlands acteur en komiek.
- Errol Brown (Hot Chocolate), Brits-Jamaicaans zanger.
- Dick Bruna, Nederlands schrijver en illustrator.
- Kris De Bruyne, Belgisch zanger en gitarist.
- Dik Bruynesteyn, Nederlands tekenaar.
- Charlie Chaplin, Brits komiek, acteur en regisseur. De snor die hij tijdens zijn films droeg was vals.
- Neville Chamberlain, Brits premier.
- Georges Clemenceau, Frans premier.
- John Coffey, Nederlandse rockband. Behalve op het album Unstached.
- Willie Colón, Puertoricaans-Amerikaans trombonist, zanger en producer.
- Sean Connery, Schots acteur. Droeg sinds zijn afscheid van de James Bond-films een snor.
- Wim De Craene, Belgisch zanger en gitarist. Droeg tot 1987 een snor.
- David Crosby, Amerikaanse popster (Crosby, Stills, Nash and Young), bekend vanwege zijn karakteristieke walrussnor.
- Robert Crumb, Amerikaans striptekenaar.
- Burton Cummings (The Guess Who), Canadees zanger en pianist.
- Dick Cuthell, Brits trompettist, producer. Draagt een reusachtige snor.
- Salvador Dalí, Spaans schilder, wiens krullige en puntige snor bijdroeg aan zijn excentrieke imago.
- Sammy Davis jr., Amerikaans zanger, danser en acteur.
- Johan Derksen, Nederlands sportjournalist en televisiepresentator.
- Walt Disney, Amerikaans animator en filmregisseur.
- Fats Domino, Amerikaans rock-'n-rollzanger en pianist.
- Sir Arthur Conan Doyle, Brits schrijver van Sherlock Holmes.
- Willem Drees, Nederlands premier.
- Albert Einstein, Duits wetenschapper.
- Wyatt Earp, Amerikaans sheriff.
- Duke Ellington, Amerikaans jazzcomponist.
- Sam Elliott, Amerikaans acteur.
- Herman Finkers, Nederlands komiek. Droeg tot 2008 een snor.
- Bruce Forsyth, Brits televisiepresentator.
- Errol Flynn, Australisch acteur, bekend om zijn dunne snorretje.
- Ferdinand Foch, Frans generaal.
- Clark Gable, Amerikaans filmacteur.
- Charles de Gaulle, Frans generaal en president.
- Lloyd George, Brits premier.
- Karel van de Graaf, Nederlands televisiepresentator. Droeg tot begin jaren 90 een snor.
- Larry Graham, Amerikaans zanger en basgitarist.
- Ruud Gullit, Nederlands voetballer.
- George Harrison (The Beatles), Brits muzikant. Droeg vanaf het album Sgt. Pepper's Lonely Hearts Club Band geregeld een snor of baard.
- Oliver Hardy, Amerikaans komiek.
- Steve Harvey, Amerikaans acteur en komiek.
- Jimi Hendrix, Amerikaans rockzanger en gitarist.
- James Hetfield (Metallica), Amerikaans rockzanger en gitarist. Draagt afwisselend een hoefijzersnor of geitensik.
- Toon Hermans, Nederlands komiek.
- Hirohito, Japans keizer.
- Adolf Hitler, Oostenrijks-Duits dictator.
- Saddam Hoessein, Irakees dictator.
- Hulk Hogan, Amerikaans worstelaar.
- Ron Howard, Amerikaans acteur en regisseur. Droeg in de jaren 80 een snor om los te komen van Richie Cunningham uit Happy Days.
- Jesse Hughes, Amerikaans rockzanger en gitarist.
- Ben Hulsman, Nederlands acteur.
- Jamie Hyneman, Amerikaans ondernemer en presentator.
- Scatman John, Amerikaans zanger en pianist.
- Tom Johnston (Doobie Brothers), Amerikaans zanger en gitarist.
- Bennie Jolink (en de rest van de oorspronkelijke Normaal-bezetting), Nederlands zanger en gitarist.
- Peter de Jong (Mini & Maxi).
- James Joyce, Iers schrijver.
- Stefano Keizers, Nederlands cabaretier. Draagt zowel echte als valse snorren.
- Lemmy Kilmister, Brits rockzanger en gitarist.
- Bobby Kimball, Amerikaans zanger.
- Lord Kitchener, Brits veldmaarschalk.
- Theo Klouwer, Nederlands drummer. Was vanaf 1974 het enige bandlid van The Cats zonder baard.
- Bram Krikke, Nederlands radiopresentator.
- Bert Kruismans, Belgisch komiek.
- Ted Lange, Amerikaans acteur.
- Oscar D'Léon, Venezolaans zanger en contrabassist.
- Max Linder, Frans komiek.
- Phil Lynott (Thin Lizzy), Iers zanger en basgitarist.
- Harold Macmillan, Brits premier.
- Tom Manders (Dorus), Nederlands komiek.
- Groucho Marx, Amerikaans komiek die tijdens zijn filmcarrière een snor uit vetverf droeg. Na zijn filmcarrière liet hij een echte groeien.
- George McCrae, Amerikaans soulzanger.
- Freddie Mercury, Brits rockzanger. Droeg van 1980 tot 1987 een snor.
- Chiel Montagne, Nederlands presentator.
- Bernard Montgomery, Brits generaal.
- Guy Mortier, Belgisch hoofdredacteur van het blad Humo.
- Eddie Murphy, Amerikaans acteur en komiek.
- Gamal Abdel Nasser, Egyptisch president.
- Friedrich Nietzsche, Duits filosoof, bekend om zijn walrussnor.
- John Oates, Amerikaans zanger en gitarist.
- Joost Oomen, Nederlands schrijver en dichter.
- George Orwell, Brits schrijver.
- Jack Parow (Die Antwoord), Zuid-Afrikaans rapper.
- Dr. Phil, Amerikaans televisiepresentator.
- Edgar Allan Poe, Amerikaans dichter.
- Billy Preston, Amerikaans zanger en pianist.
- Vincent Price, Amerikaans acteur.
- Prince, Amerikaans popzanger en gitarist.
- Marcel Proust, Frans schrijver.
- Django Reinhardt, Belgisch jazzgitarist.
- Reinier III van Monaco, Monegaskisch koning.
- Lionel Richie, Amerikaans soulzanger en pianist.
- Frank Rijkaard, Nederlands voetballer. Droeg tot 1992 een snor.
- Geraldo Rivera, Amerikaans tv-journalist.
- Theodore Roosevelt, Amerikaans president.
- Niek Roozen, Nederlands acteur en presentator.
- Richard Roundtree, Amerikaans acteur.
- Anwar Sadat, Egyptisch president.
- Albert Schweitzer, Duits arts.
- Tom Selleck, Amerikaans acteur.
- Tupac Shakur, Amerikaans rapper.
- Omar Sharif, Egyptisch acteur.
- Percy Sledge, Amerikaans soulzanger.
- Will Smith, Amerikaans acteur en rapper.
- Jeroom Snelders, Belgisch cartoonist.
- Jozef Stalin, Russisch dictator, bekend om zijn borstelsnor.
- Max Terpstra, Nederlands televisiepresentator.
- Hideki Tojo, Japans generaal en politicus.
- Ike Turner, Amerikaans zanger en gitarist.
- Mark Twain, Amerikaans schrijver.
- Achiel Van Acker, Belgisch premier.
- Lee Van Cleef, Amerikaans acteur.
- Diego Rodríguez de Silva y Velázquez, Spaans schilder.
- Danny Vera, Nederlands zanger en gitarist.
- Vercingetorix, Gallisch veldheer.
- Jorge Videla, Argentijns dictator.
- Pancho Villa, Mexicaans rebellenleider.
- Frank Visser, Nederlands rechter.
- Lech Wałęsa, Pools vakbondsleider en president.
- Günter Wallraff, Duits journalist.
- Muddy Waters, Amerikaans blueszanger en gitarist.
- Wilhelm II van Duitsland, Duits keizer.
- "Weird Al" Yankovic, Amerikaans popzanger.
- Stevie Wonder, Amerikaans zanger, pianist en mondharmonicaspeler. Van eind jaren 60 tot begin jaren 10.
- Sun Yat-sen, Chinees president.
- Emiliano Zapata, Mexicaans rebellenleider.
- Frank Zappa, Amerikaans rockmusicus en componist.

## Fictieve snordragers
- Agent 15 (Kwik en Flupke)
- Agent 212
- De Fransen en de Britse piloten uit 'Allo 'Allo!
- Apu Nahasapeemapetilon
- Asterix, Obelix en de rest van de Galliërs
- B2 en Baron van Neemweggen uit Bassie & Adriaan
- De Blauwe Meneer en Dijenkletser uit Sesamstraat.
- Vader Blom uit Wiplala
- Octaaf De Bolle en Alberto Vermicelli uit Samson en Gert. Zij droegen (in latere jaren) valse snorren.
- Balthasar Boma
- Cleveland Brown
- Rhett Butler
- Ron Burgundy
- Archie Cash, gemodelleerd naar Charles Bronson
- Lando Calrissian
- De Champetter in De Lustige Kapoentjes
- Clifton
- Clo-Clo Pheip
- De Daltons
- Dr. Strange
- Duncan, de Man at Arms uit He-Man and the Masters of the Universe (behalve als actiefiguur)
- Basil Fawlty en Manuel in Fawlty Towers. Acteur John Cleese liet daarna echte snorren groeien.
- Anton Flier van De Luizenmoeder
- Ned Flanders
- Generaal Ross uit De Hulk
- Piet Fluwijn
- De Graaf van Rommelgem
- Professor Gobelijn
- Kapitein Brom van De Bereboot
- Kapitein Haak (in de Disney-versie)
- Rud Hart
- Adenoid Hynkel
- Jacobse en Van Es
- Inspector Clouseau en zijn tekenfilmversie.
- Mic Mac Jampudding
- Jan uit Jan, Jans en de kinderen
- Jansen en Janssen
- Jarko uit Franka
- Jokke Brok uit Rosco Leest Voor. Behalve in de laatste aflevering waarin zijn snor werd weggetoverd.
- Jonah J. Jameson uit Spider-Man
- Lambik, De Snor (zie De snorrende snor) en oom Moustache (zie Sterrenrood) uit Suske en Wiske
- Luigi (Nintendo)
- Marcel Kiekeboe (in 1984 zelfs door de Snorrenclub Antwerpen tot "Snor van het Jaar" uitgeroepen.)
- De Man Van Melle
- Fu Manchu
- Mario
- Randy Marsh
- Sjef van Oekel
- Ouwe uit Eppo
- Floyd Pepper en Zweedse Kok uit The Muppet Show
- Meneer Pheip
- De portiers uit Toren C
- Pietje Puk
- Chief Quimby uit Inspector Gadget
- Hercule Poirot
- Roberto Rastapopoulos
- Harry Rotsnor en Pietje-met-de-oortjes uit De Familie Fortuin
- Wal Rus
- Yosemite Sam
- Semafoor (Dommel)
- Derek Smalls (This Is Spinal Tap)
- Vader Stamper uit Pluk van de Petteflet
- Super en Bernard Blindganger uit Paling en Ko
- Tita Tovenaar (zoals gespeeld door Ton Lensink)
- Tos uit Otje
- Wario
- Jules Winfield (Pulp Fiction)
- Exterminator Zed
- Zorro